# Chaguanas
Chaguanas – miasto i gmina (Korporacja) w Trynidadzie i Tobago, leżące na wyspie Trynidad. Według danych z 2008 roku miasto ma 83 516 mieszkańców. Jest to największe miasto państwa. Obecnym burmistrzem miasta jest Orlando Nagessar. Prócz w Chaguanas obrębie gminy znajduje się miejscowość Cunupia.

## Przypisy

Położenie gminy na administracyjnej mapie wyspy